# Richtcharakteristik
Die Richtcharakteristik beschreibt die Winkelabhängigkeit der Stärke empfangener oder gesendeter Wellen, meist bezogen auf die Empfindlichkeit oder die Intensität in einer Hauptrichtung. Ist die Richtcharakteristik über den Raumwinkel ungleichmäßig, dies wird auch als nicht isotrop bezeichnet, dann liegt eine Richtwirkung vor. Die Richtwirkung wird quantitativ durch den Richtfaktor beschrieben.
Der Begriff ist in verschiedenen Bereichen geläufig wie der Antennentechnik, sowohl bei Sende- und Empfangsantennen, bei Lichtquellen wie beispielsweise Leuchtdioden und in der Akustik bei Mikrofonen und Lautsprechern.
Die Richtcharakteristik wird üblicherweise in Polarkoordinaten in einem „Polardiagramm“ dargestellt. Dessen radiale Skalierung ist entweder linear, in relativen Einheiten der bezogenen Leistung, oder logarithmisch, beispielsweise in Dezibel ausgedrückt.

## Anwendungsbereiche

### Mikrofone
In der Mikrofontechnik beschreibt die Richtcharakteristik die Abhängigkeit der Empfindlichkeit eines Mikrofons, also der Ausgangsspannung im Verhältnis zum Schalldruck, vom Schalleinfallswinkel. Die Richtcharakteristik ist grundsätzlich frequenzabhängig. Oft wird nur ein horizontaler Schnitt angegeben. Der Richtcharakter hängt ab von der Bauform der Mikrofonkapsel und von äußeren Formelementen (z. B. Richtrohrmikrofon). Die Stärke der Richtwirkung beschreibt man mit dem Bündelungsgrad bzw. dem Bündelungsfaktor.
Prototypische Richtcharakteristiken werden nach ihrem Aussehen im Polardiagramm benannt:
- Kugel (Kugelcharakteristik = ungerichtet)
- Acht (Achtercharakteristik = Dipol, vorne und hinten gegensätzliche Polarität)
- Keule (Keulencharakteristik, Richtrohr)

Kugel (Omnidirectional)
Acht (Figure Eight, Bidirectional)
Keule (Directional)

Mischformen sind:
- Niere (Mischung aus Kugel und Acht)
- Breite Niere (breite Nierencharakteristik)
- Superniere (Supernierencharakteristik)
- Hyperniere (Hypernierencharakteristik)

Breite Niere (Subcardioid)
Niere (Cardioid, unidirectional)
Superniere (Supercardioid)
Hyperniere (Hypercardioid)

Obige Darstellungen sind logarithmisch bis −30 dB, in folgenden Referenzen sind auch lineare Darstellungen (der Spannungsgrößen) zu finden:

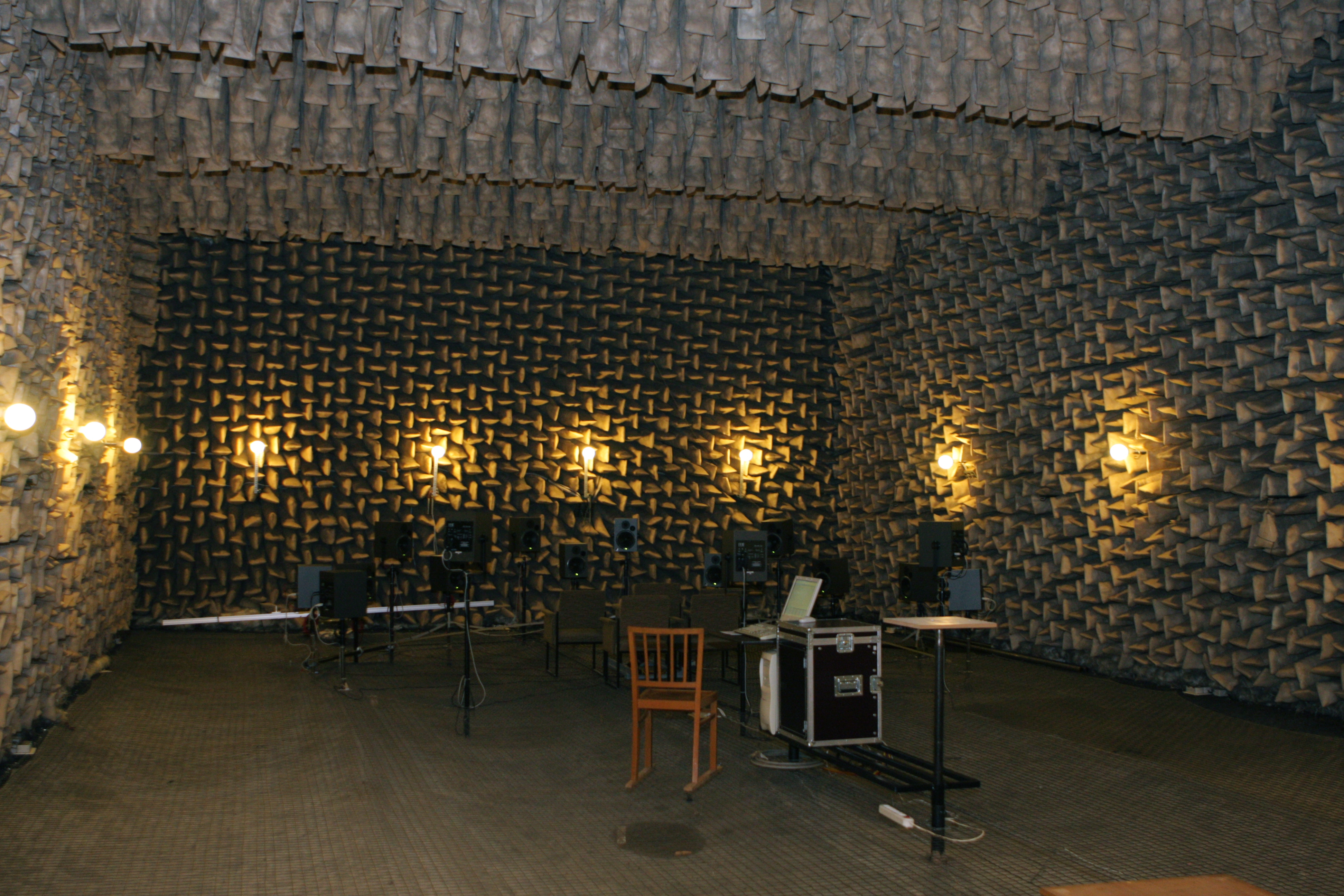
Reflexionsarmer Raum der TU Dresden

Frequenzabhängigkeit der Richtwirkung

Die Richtcharakteristik von Mikrofonen wird in reflexionsarmen Räumen im Direktfeld gemessen, selbst wenn die Keulen-Mikrofonrichtcharakteristik, wie bei einem Richtrohrmikrofon nur im Raumschallfeld (Diffusfeld) angewendet wird. Im Diffusfeld verliert jedes Richtmikrofon seine Richtwirkung. Das heißt: Die Wirksamkeit der schallbündelnden Richtcharakteristiken, so wie sie uns die Mikrofonhersteller zeigen, gilt nur innerhalb des Hallradius, außerhalb davon wird die Richtwirkung mit zunehmender Entfernung von der Schallquelle immer geringer.
Die Richtwirkung ist ausschließlich von der akustischen Bauform der Kapsel, nicht von dem zugrunde liegenden Wandlerprinzip abhängig.

Ein reines Druckmikrofon (auch: Druckempfänger) besitzt keine Richtwirkung, also eine kugelförmige Richtcharakteristik (omnidirektional). Ein Druckgradientenmikrofon (auch: Druckgradientenempfänger) in seiner reinen Form (z. B. Bändchenmikrofon) liefert als Richtcharakteristik eine Acht (die richtungsabhängige Kraft auf die Membran verläuft cosinusförmig; der Cosinus im Polardiagramm hat die Form einer Acht).
Durch spezielle Konstruktion der Kapsel oder durch elektrische Mischung der Signale zweier dicht benachbarter Kapseln erhält man Richtcharakteristiken {\displaystyle s(\theta )} zwischen Kugel und Acht, die dieser mathematischen Beschreibung folgen:
{\displaystyle s(\theta )=A+B\cdot \cos \theta }
Als standardisierte Zwischenformen zwischen den beiden Grundformen
- Kugelcharakteristik (A = 1, B = 0)
- Achtercharakteristik (A = 0, B = 1)

gibt es:
- „breite Niere“ (A = 0,63, B = 0,37)
- „Niere“ (A = B = 0,5)
- „Superniere“ (A = 0,366, B = 0,634)
- „Hyperniere“ (A = 0,25, B = 0,75)[7]

Die Richtcharakteristik „Keule“ wird durch das Prinzip des Interferenzrohres gewonnen (Richtrohrmikrofon; Schallrichtungsabhängige Auslöschungen durch akustisch wirksame Laufzeitelemente). Die Keule nimmt nach vorne hin höhere Frequenzen nur in einem sehr engen Bereich auf. Diese Richtcharakteristik ist stark frequenzabhängig. Nach hinten ist die Aufnahmeempfindlichkeit geringer und diffus, d. h. „unbestimmbar“.
Aufgrund der komplexen Verhältnisse des Schallfelds weicht der reale Richtcharakter in der Praxis von diesen theoretischen Mustern individuell ab. Starke Abweichungen der Muster sind dann zu beobachten, wenn die Wellenlänge der Signalfrequenz sich im Bereich des Kapseldurchmessers bewegt. Daher sind diese Musterverzerrungen desto geringer, je kleiner der Membrandurchmesser ist.
Bei Druckgradientenmikrofonen, deren Richtcharakter durch akustische Laufzeitelemente oder Doppelmembranbauweise von der reinen Acht etwa zur Niere modifiziert wurde, sind die größten Abweichungen zu erwarten.

Bei Druckmikrofonen führen etwa der Druckstaueffekt wie auch Schallabschattung durch den Mikrofonkörper zu einer Richtwirkung bei hohen Frequenzen.
Bekannt ist auch die Herstellung der Richtcharakteristik „Breite Niere“ als „Straus-Paket“ aus der Verwendung von zwei Kleinmikrofonen ganz dicht beieinander. Von Volker Straus wird ein Mikrofon KM 83 (Kugel) und ein Mikrofon KM 84 (Niere) der Firma Georg Neumann gleichzeitig verwendet, die in Serie auf einen Mikrofoneingang geschaltet sind.
Eine große Bedeutung bei der Erzeugung der Richtcharakteristik hat auch die Membranabstimmung, die häufig mit Mikrofonabstimmung bezeichnet wird.

### Lautsprecher
Die Abstrahlcharakteristik von Lautsprechern ist wichtig für die Beschallung von Räumen, Bahnhöfen und Veranstaltungen.

Während Tieftonlautsprecher (geschlossene Boxen und auch sog. Subwoofer mit Bassreflex-Rohr) – bis auf wenige Ausnahmen – eine Rundstrahlcharakteristik aufweisen, verhalten sich Mittel- und Hochtöner sehr komplex und unterschiedlich:
- Kalottenhochtöner haben eine breite Abstrahlung über einen weiten Frequenzbereich und sind daher gut für Wohnräume geeignet.
- Hochtöner mit Trichter haben einen geringen Abstrahlungswinkel und werden – erhöht angebracht – zur Beschallung großer Flächen eingesetzt.
- Mitteltöner oder Breitbandlautsprecher mit kegeliger Membran weisen stark frequenzabhängige Abstrahlcharakteristiken auf.
- Durch vertikale Stapelung (Strahlerzeile) lassen sich horizontal weite und vertikal begrenzte Abstrahlwinkel erreichen („Fächer“).

### Antennen
Die Richtcharakteristik von Antennen wird auch als Antennendiagramm oder Richtdiagramm bezeichnet und bestimmt (unabhängig, ob gesendet oder empfangen wird) deren winkelabhängigen Gewinn sowie das Vor-Rück-Verhältnis (VRV).
Wie oben bei Mikrofonen beschrieben, gibt es Rundstrahl-, Nieren- oder Achtercharakteristiken sowie (bei stark bündelnden Antennen) Keulencharakteristiken mit mehreren oder wenigen sog. „Nebenzipfeln“. Die Richtcharakteristik von Antennen wird in einem Richtdiagramm oder Antennendiagramm horizontal und vertikal in Polarkoordinaten dargestellt. Sie gibt den winkelabhängigen Antennengewinn relativ zum maximalen Gewinn an.
Die Richtcharakteristik ist auch zur Vermeidung unerwünschter Empfangssignale von Bedeutung (z. B. Vermeidung von Störungen beim Fernsehempfang).
Durch vertikale Antennen-Arrays lassen sich horizontal ausgerichtete, fächerförmige Charakteristiken (Fächerdiagramme) erzeugen, um möglichst große Flächen abzudecken.

Beispiele sind:
- Funktelefon-Basisstationen
- Rundfunksender (UKW und Fernsehen auf Fernsehtürmen und Umsetzern)

Ebenso lassen sich waagerechte Arrays zur Verringerung des waagerechten Abstrahlwinkels einsetzen, z. B. bei Schiffs-Radar-Antennen. Ein- oder zweidimensionale Antennenarrays können zur elektronischen Beeinflussung der Richtcharakteristik mit unterschiedlichen Phasenlagen der Signale für die einzelnen Antennen gespeist werden (Radar-Anlagen ohne bewegte Antenne, Phased-Array-Antenne).

Große Antennenarrays werden in der Radioastronomie verwendet, um unter Auswertung der Phasenlage der einzelnen Signale mit extrem hoher Winkelauflösung den Himmel oder sogar benachbarte Planetenoberflächen zu untersuchen.

### Lichtquellen
Die Richtcharakteristik einer Lichtquelle (Leuchtmittel oder Leuchte), also ihre winkelabhängige Lichtstärke, dient der Beurteilung der Ausleuchtung von Flächen oder der Blendwirkung.
Der Abstrahlwinkel beschreibt bei gerichteten Lichtquellen (z. B. bei Leuchtdioden oder Reflektorlampen, Kaltlichtspiegellampen) den Winkel, der von den seitlichen Punkten mit halber Maximal-Lichtstärke eingeschlossen wird. Er kann bei Leuchten in verschiedenen Raumrichtungen unterschiedlich sein.
Zur Ausleuchtung von Straßen oder bei Hintergrundbeleuchtungen (englisch backlight) von Displays werden oft schmetterlingsförmige Abstrahlcharakteristiken (zwei seitlich gerichtete Keulen) verwendet.